# لی بنت هاپکینز
لی بنت هاپکینز (زاده ۱۳ آوریل ۱۹۳۸ ـ درگذشته ۸ آگوست ۲۰۱۹) نویسنده و شاعر آمریکایی بود. در کشور آمریکا وی به قهرمان شعرهای کودک مشهور شده بود.
از دههٔ ۶۰ میلادی که کارهای او منتشر شد که اولین مجموعهٔ شعرش را با همکاری انتشارات اسکولاستیک در سال ۱۹۶۹ منتشر کرد. همچنین دو جایزه معتبر شعر کودک با همکاری دانشگاه پنسیلوانیا نیز تأسیس کرد.